# Траханиот, Дмитрий Мануилович
Дмитрий Мануилович Траханиот (по прозвищу Старый; 2-я пол. XV в.) — дипломат, служивший Ивану III, публицист и переводчик из рода Тарханиотов.

## Биография
Греки Дмитрий Траханиот и его брат Юрий служили жившей в Риме семье деспота Мореи Фомы Палеолога (брата последнего византийского императора). Его дочь Зоя (София) Палеолог в 1472 году была выдана замуж за овдовевшего Ивана III. Брат Софии, Андрей, послал Траханиотов в Москву в составе свиты принцессы для присутствия на бракосочетании. Ещё раз Дмитрий Траханиот приехал в Москву в 1474 году как посол Андрея Палеолога. В 1480-х годах братья Траханиот перешли на московскую службу; возможно, что они переехали в 1479 году, когда в Москву приезжал Андрей Палеолог.
В придворной группировке Траханиоты, естественно, принадлежали к партии Софии Палеолог и её сына будущего царя Василия III. По своему вероисповеданию они были православными униатами. Партия Софии Палеолог была в оппозиции к дворцовому кругу Елены Волошанки, в котором распространялись нетрадиционные религиозные идеи, которые позднее были осуждены, как ересь жидовствующих. Отсюда контакты Траханиотов с новгородским архиепископом Геннадием, который был ярым борцом с религиозным инакомыслием.
Дмитрий написал для Геннадия два сочинения в форме посланий: «О трегубной аллилуйи» и «О летах седьмой тысящи». Сочинение о трегубной аллилуйи обращено к актуальному в то время вопросу, сколько раз при богослужении надо петь «аллилуйа» — дважды или трижды. Дискуссии на эту тему начались в начале XV века и активизировались в связи с выступлениями Евфросина из Пскова. Траханиот в своей записке уклоняется от крайних позиций, допуская оба варианта. Послание о летах седьмой тысящи вызвано тем, что в 1492 году по православному календарю наступал 7000 год. Было широко распространено мнение, что это время «конца света». Опасения, связанные с предстоящим концом мира поддерживались многими ортодоксальными деятелями церкви и опровергались еретиками. Эти вопросы отражены в посланиях Геннадия епископу Прохору Сарскому и архиепископу Иоасафу Ростовскому. Рассуждение Траханиота на эту тему вызвано запросом Геннадия, оно датируется 1489 годом, а по одному из списков — 1491 годом. Дмитрий уклоняется от прямого ответа, заявляя, что дата конца света никому не ведома, но она должна быть, в современных терминах «кратна семи». Авторство этой заметки «О летах седьмой тысящи», приписывалось Дмитрию Герасимову или греку Дмитрию Ралеву. Однако в рассуждении есть ссылка на брата Юрия, что говорит о более вероятном авторстве Дмитрия.
Дмитрию также приписывали авторство «Повести о белом клобуке», но скорее всего автор этой повести — Дмитрий Герасимов.
Время смерти Дмитрия не известно; его сын Юрий Дмитриевич Траханиот служил Василию III до 1520-х годов.